# Палеоиспанска писменост
Иберийската или Палеоиспанската писменост е съществувалата в древна Испания (Иберия – Iberia) преди идването на римляните на Пиренейския полуостров, и на която са се писали текстове на палеоиспанските езици (иберийски език, тартесийски език и келтиберийски език). Произхожда от финикийската азбука. Разшифрована от Мануел Гомес-Морено през 1930 година.
Писмеността се поделя в две основни групи по области:
1. южна, предимно с надписи от дясно наляво на тартесийски и иберийски, а по-старите имена – на турдетанска и бастуло-турдетанска писменост;
2. северна, на която се пише от ляво надясно на иберийски език.

Въпреки приликата си с гръцката азбука, палеоиспанските знаци имат напълно различно четене. Палеоиспанската писменост не бива да се бърка или смесва с гръцкоиберийската писменост на основата на йонийския вариант на гръцката азбука.